# Jean Froissart

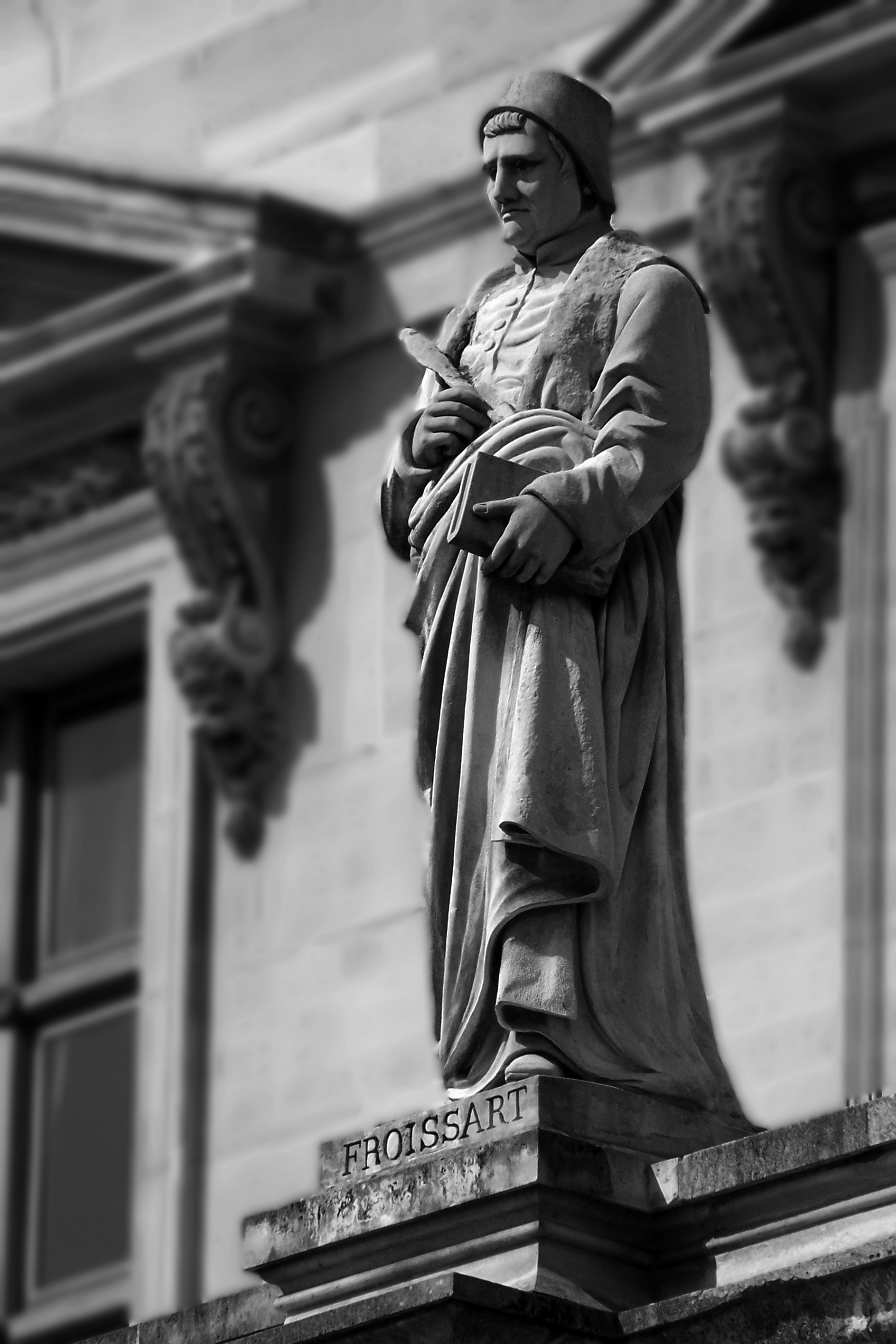
Froissart's beeltenis in het Louvre

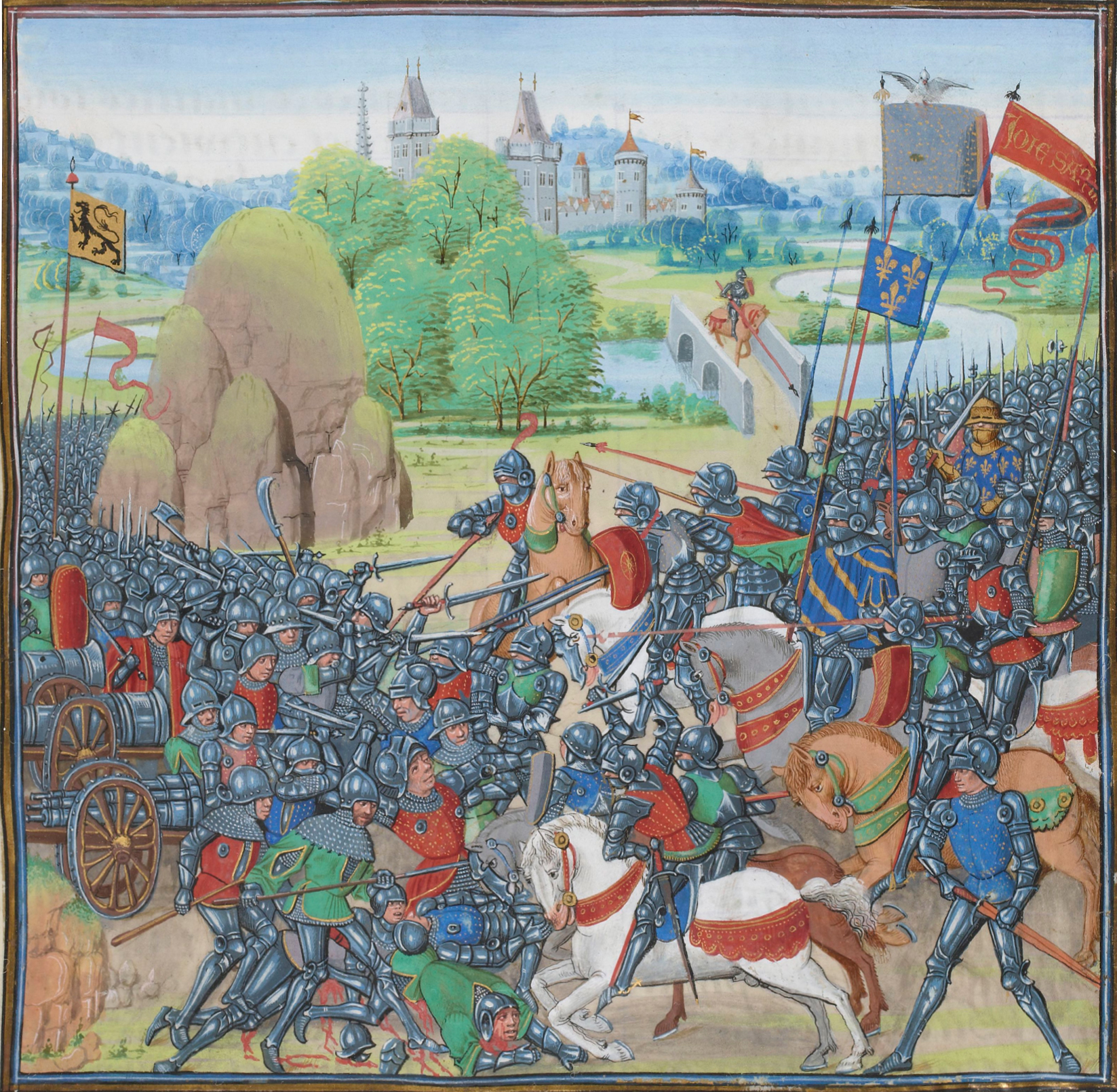
De Slag bij Westrozebeke uit de Kronieken van Jean Froissart.

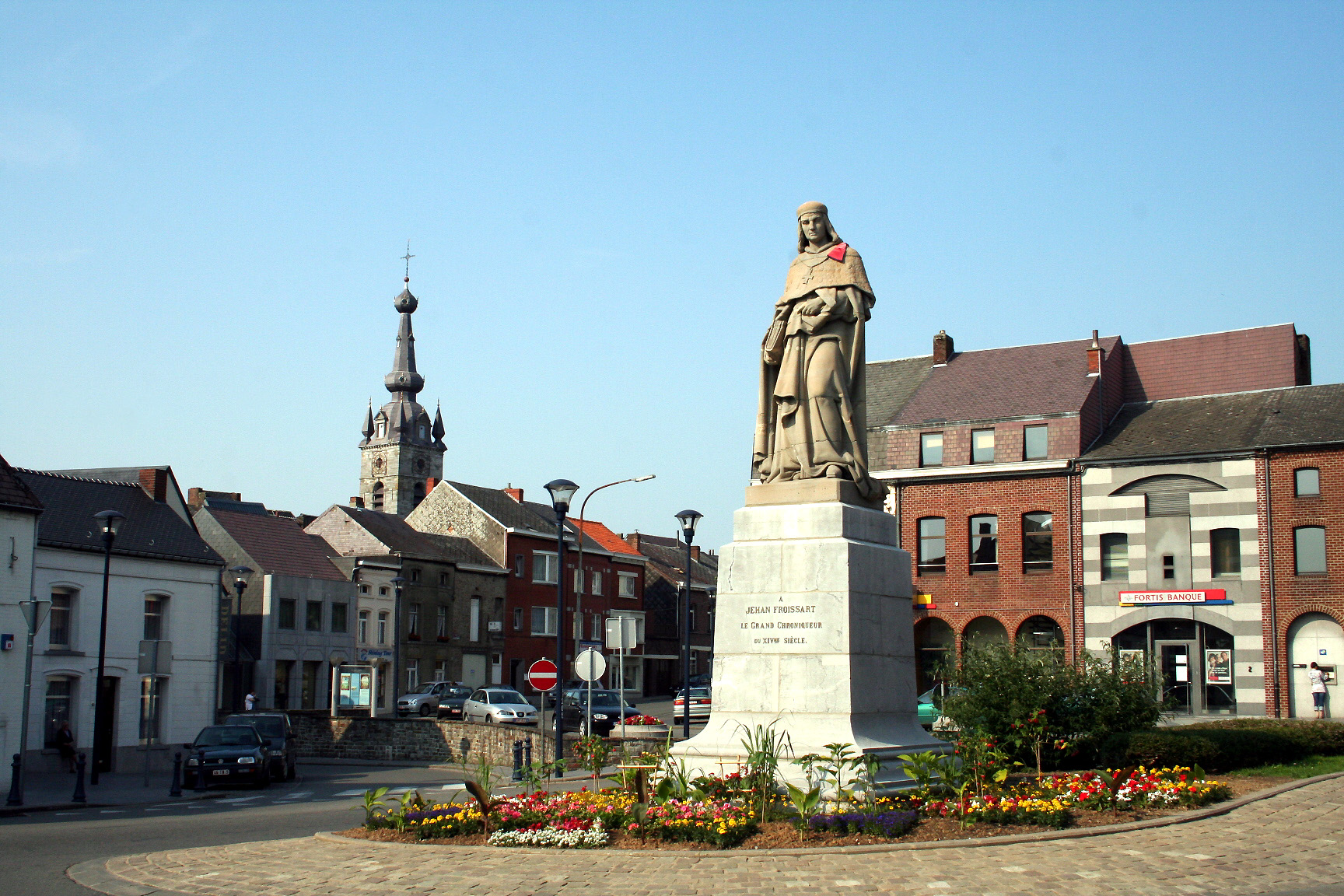
Standbeeld van Jean Froissart in Chimay (België).

Jean Froissart (Valenciennes, ca. 1337 - Chimay, ca. 1405) was een belangrijke laatmiddeleeuwse, Franstalige dichter en kroniekschrijver uit het graafschap Henegouwen. 

## Situering
Eeuwenlang was zijn meesterwerk, de Kroniek van Froissart een belangrijke bron voor de geschiedschrijving over de Honderdjarige Oorlog en de feodaliteit en wordt het beschouwd als uitdrukking van de heropleving van de riddertijd. Het werk behandelt voornamelijk de geschiedenis van Europa tussen 1327 en 1410 met de focus op de Honderdjarige Oorlog tussen Frankrijk en Engeland. De geschiedenis van andere landen en streken werd ook behandeld maar vooral in verband met de allianties rond Engeland en Frankrijk.
Froissart schreef zijn werk om zijn tijdgenoten en de komende generaties ertoe aan te zetten zich even dapper te gedragen als de ridders die hij beschreef. Hij schrijft bijzonder lovend over de traditionele ridderlijke deugden. Maar hij gaat verder dan het prijzen van de traditionele ridderlijke deugden van dapperheid, handigheid met wapens, grootmoedigheid en loyaliteit en schrijft zeer lovend over bijvoorbeeld Gaston Phoebus als een goede administrateur die constant een oog houdt op de financies van zijn domein. In de beschrijving van de veldslagen prijst hij naast de ridderlijke deugden ook de bekwaamheid om een veldslag te plannen en tactisch te leiden. Bij Bertrand du Guesclin prees hij naast zijn dapperheid, strijdvaardigheid, geestigheid en hoofsheid, vooral zijn strategisch inzicht dat de Fransen onder Karel V tot grote successen leidde.
Zijn bekendheid reikte dusdanig ver, dat het als een eer beschouwd werd om door hem beschreven te worden en zich door hem te laten ondervragen omtrent veldslagen en politiek handelen, teneinde hun eigen roem te vergroten.

## Levensloop
Over het leven van Froissart zelf is weinig bekend. Froissart was afkomstig uit Valencijn (Valenciennes) in het graafschap Henegouwen. In 1362 werd hij hofdichter en geschiedschrijver voor Filippa van Henegouwen, de gemalin van Eduard III van Engeland.
Froissart reisde onder meer naar Engeland, Schotland, Wales, Frankrijk, Vlaanderen, Spanje en Milaan om materiaal te verzamelen voor zijn kroniek. In 1368 reisde hij in het gevolg van Lionel van Antwerpen naar Milaan om het huwelijk van Lionel met de dochter van Galeazzo Visconti bij te wonen. Opmerkelijk genoeg waren daar naast Froissart ook twee andere belangrijke middeleeuwse auteurs, Geoffrey Chaucer en Petrarca, aanwezig.
Na de publicatie van zijn eerste werk, en na de dood van Filippa in 1369, werd hij onder anderen gesteund door Johanna en Wenceslaus I van Luxemburg, hertog van Brabant. Via de hertog ontving hij al van voor 1373 de prebende van Estinnes–au-Mont, een dorp bij Binche. Hij begint dan te werken aan zijn kroniek en herschreef, op vraag en met medewerking van de hertog, zijn roman Melyador.
Bij de dood van Wenceslaus in 1383 werd Froissart in bescherming genomen door de hertog van Blois, Guido II van Châtillon, die hem benoemde als seculiere kanunnik van Chimay. Dit was genoeg om verdere reizen om materiaal voor zijn werk te verzamelen uit eigen zak te betalen. Hij reisde doorheen Frankrijk en in het bijzonder naar Béarn, om getuigenissen te verzamelen voor volume 2 en 3 van zijn kronieken. Daarna reisde hij door naar Orthez en verbleef  tijdens de winter van 1388-1389 aan het hof van de graaf van Foix. Hij was aanwezig op het huwelijk van Jeanne de Boulogne met Jan van Berry in juni 1389. Daarna reisde hij door naar Avignon.
In 1391 nam hij afstand van het hof van Guido van Châtillon en dankzij de bescherming van Albrecht van Beieren en Willem van Oostervant kon hij zijn werk aan zijn kroniek verderzetten met onder meer het schrijven van volume 4 en het herwerken van volume 1. In 1395 keerde hij terug naar Engeland, maar was teleurgesteld in de veranderingen sinds hij dit land voor het laatst had bezocht, met name in het verdwijnen van hoofs gedrag.
De laatste jaren van zijn leven bracht hij waarschijnlijk door in Chimay waar hij waarschijnlijk overleed tussen 1404 en 1410. Hij zou begraven liggen in de Sint-Monegundis van Chimay. Een manuscript, bewaard op het kasteel van Chimay, zegt dat Froissart in 1419 stierf.

## Nalatenschap
Veel meer dan zijn poëzie dankt Froissart zijn bekendheid aan zijn 'Kronieken'. De tekst van zijn Kronieken is bewaard gebleven in meer dan 100 verluchte manuscripten, geïllustreerd door een verscheidenheid aan miniaturisten. Een van de meest rijkelijk verluchte exemplaren werd in de jaren 1470 vervaardigd in opdracht van Lodewijk van Gruuthuse, een Vlaamse edelman. Deze bevinden zich tegenwoordig in de Bibliothèque nationale de France en bevatten miniaturen geschilderd door bekende Brugse kunstenaars uit die tijd, onder wie Loyset Liédet, aan wie de miniaturen in de eerste twee delen worden toegeschreven.
De Engelse componist Edward Elgar schreef een ouverture getiteld Froissart, geïnspireerd op de Kronieken.

## Werken
- Le paradis d’amour (Het paradijs van de liefde) (1361 – 1362),
- Le temple d’honneur (De tempel van de eer) (1363)
- Le joli mois de mai (De mooie maand mei) (1363)
- Le dit de la Marguerite (Het verhaal van Marguerite) (1364)
- Le dit dou bleu chevalier (Het verhaal van de blauwe ridder) (1364)
- Le debat dou cheval et dou levrier (Het debat tussen het paard en de windhond) (1365)
- L’horloge amoureus (De verliefde horloge) (1368)
- L’espinette amoureuse (Het spinet van de liefde) (omstreeks 1369)
- La prison amoureuse (De gevangenis van de liefde) (1371-1373, in opdracht van Wenceslaus I van Luxemburg)
- Lais amoureus (Romances over de liefde)
- Le joli buisson de jonece (De mooie struik van de jeugd) (1373)
- Le dit dou Florin (gzt verhaal van florijn) (1389)
- La plaidoire de la rose et de la violette (Het pleidooi van de roos en het violetje) (1392-1393)
- Poème historique (Historisch gedicht)
- La cour de may (Het hof van mei)
- Chroniques (Kronieken)
  - Boek 1 (1370-1373)
  - Boek 2 (1383-1387)
  - Boek 3 (1389-1392)
  - Boek 4 (1390-1405 ?)
- Melyador (Een Arthur-roman) (1362-1369)
- Ballades (Balladen)
- Rondeaux (Rondelen)
- Chants royaux (Koninklijke zangen)
- Pastourelles (Pastorales)
- Serventois (Satirische gedichten)
- Virelais